# Хмыловка (река)
Хмыловка (Тахангоу) — река в Партизанском районе Приморского края России. Берёт начало на склонах Партизанского хребта, впадает в бухту Врангеля залива Находка Японского моря. Ранее длина реки составляла 6,1 км. Годовой сток составляет 54 км³, площадь водосбора — 144 км².
До 1972 года носила название Тахангоу, что с китайского переводится как Большая сухая падь (да — большой; хань — сухой; гоу — долина, падь).
Пойма Хмыловки расположена в пади Прудиха.
Замерзает в декабре, вскрывается в марте.
На берегах реки действует водозабор Хмыловский, построенный в 1973 году. В среднем течении реки располагается село Хмыловка Партизанского района, в устье стоит порт Восточный. Во время летних паводков, вызванных тайфунами, происходят залповые выбросы сильно загрязнённых речных вод в залив Находка. Район реки рассматривается как вариант размещения нефтехимического завода.